# Sabugosa
Sabugosa is een plaats (freguesia) in de Portugese gemeente Tondela en telt 623 inwoners (2001).